# Staberoha aemula
Staberoha aemula är en gräsväxtart som först beskrevs av Carl Sigismund Kunth, och fick sitt nu gällande namn av Neville Stuart Pillans. Staberoha aemula ingår i släktet Staberoha och familjen Restionaceae. Inga underarter finns listade i Catalogue of Life.